# Psittacara rubritorquis
Psittacara rubritorquis е вид птица от семейство Папагалови (Psittacidae).

## Разпространение
Видът е разпространен в Гватемала, Никарагуа, Салвадор и Хондурас.